# Colin Carruthers
Colin Carruthers   (Toronto, 17 de setembre de 1890 - Kingston, 10 de novembre de 1957) va ser un jugador d'hoquei sobre gel canadenc de naixement, però britànic d'adopció, que va competir durant la dècada de 1920. Era germà del també jugador d'hoquei sobre gel Eric Carruthers. Durant la Primera Guerra Mundial va lluitar al regiment Royal Dublin Fusiliers. Fou recompensat amb la Creu Militar per la seva valentia durant la Batalla de Gal·lípoli.
El 1924 va prendre part en els Jocs Olímpics de Chamonix, on guanyà la medalla de bronze en la competició d'hoquei sobre gel. Quatre anys més tard, als Jocs de Sankt Moritz fou quart en la competició d'hoquei sobre gel.